# Boreophilia angusticornis
Boreophilia angusticornis är en skalbaggsart som först beskrevs av Max Bernhauer 1907.  Boreophilia angusticornis ingår i släktet Boreophilia och familjen kortvingar. Inga underarter finns listade i Catalogue of Life.